# Betsy Rue

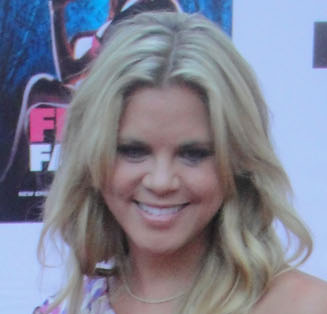
Betsy Rue

Betsy Rue (* 14. Mai 1979) ist eine US-amerikanische Schauspielerin, die vor allem durch ihre Rolle als Irene Sparco im Horrorfilm My Bloody Valentine 3D internationale Bekanntheit erlangte.

## Karriere
Begonnen hat sie die Schauspielerei in TV-Serien wie Zeit der Sehnsucht (blonde Bardame, 2005) und Immer wieder Jim (2008), wo sie die Rolle der Gloria übernahm. Seit Beginn ihrer Karriere hat sie unter anderem Rollen in den Serien Still Standing, Las Vegas, CSI: Den Tätern auf der Spur, Unfabulous, Journeyman, Ehe ist …, How I Met Your Mother,  Navy CIS, Bones, True Blood und Eastwick; außerdem war sie in iCarly in der Rolle der Ginger Fox, einem Pop-Star, der einen Comeback-Versuch startet, der sehr an den von Britney Spears erinnert, zu sehen.
Des Weiteren hatte sie kleinere und größere Rollen in den Filmen Nach 7 Tagen – Ausgeflittert, Miss March, Deep in the Valley und in Rob Zombies Horrorfilm Halloween II. 2009 war Betsy Rue in dem Horrorfilm My Bloody Valentine 3D zu sehen.

## Filmografie (Auswahl)
- 2006: Still Standing (Fernsehserie, eine Folge)
- 2006: Las Vegas (Fernsehserie, eine Folge)
- 2007: CSI: Den Tätern auf der Spur (CSI: Crime Scene Investigation, Fernsehserie, eine Folge)
- 2007: Unfabulous (Fernsehserie, eine Folge)
- 2007: Nach 7 Tagen – Ausgeflittert (The Heartbreak Kid)
- 2007: Journeyman – Der Zeitspringer (Journeyman, Fernsehserie, eine Folge)
- 2007: ’Til Death (Fernsehserie, eine Folge)
- 2007: How I Met Your Mother (Fernsehserie, eine Folge)
- 2008: Immer wieder Jim (According to Jim, Fernsehserie, eine Folge)
- 2008: Navy CIS (NCIS, Fernsehserie, Folge Judgment Day: Part 1)
- 2009: My Bloody Valentine 3D
- 2009: Bones – Die Knochenjägerin (Bones, Fernsehserie, eine Folge)
- 2009: Miss March
- 2009: True Blood (Fernsehserie, eine Folge)
- 2009: Im tiefen Tal der Superbabes (Deep in the Valley)
- 2009: Halloween II
- 2009: Eastwick (Fernsehserie, eine Folge)
- 2009: Woke Up Dead (Fernsehserie, eine Folge)
- 2010: iCarly (Fernsehserie, eine Folge)
- 2010: Fake It Til You Make It (Fernsehserie, sechs Folgen)
- 2010: Groupie – Sie beschützt die Band (Groupie)
- 2010: The Mentalist (Fernsehserie, eine Folge)
- 2010: 90210 (Fernsehserie, eine Folge)
- 2011: Sebastian
- 2012: Femme Fatales (Fernsehserie, zwei Folgen)
- 2013: Book of Fire
- 2014: Lucky Bastard
- 2015: The Hospital 2
- 2016: Nightblade